# Bildstock (Oberbinnwang)

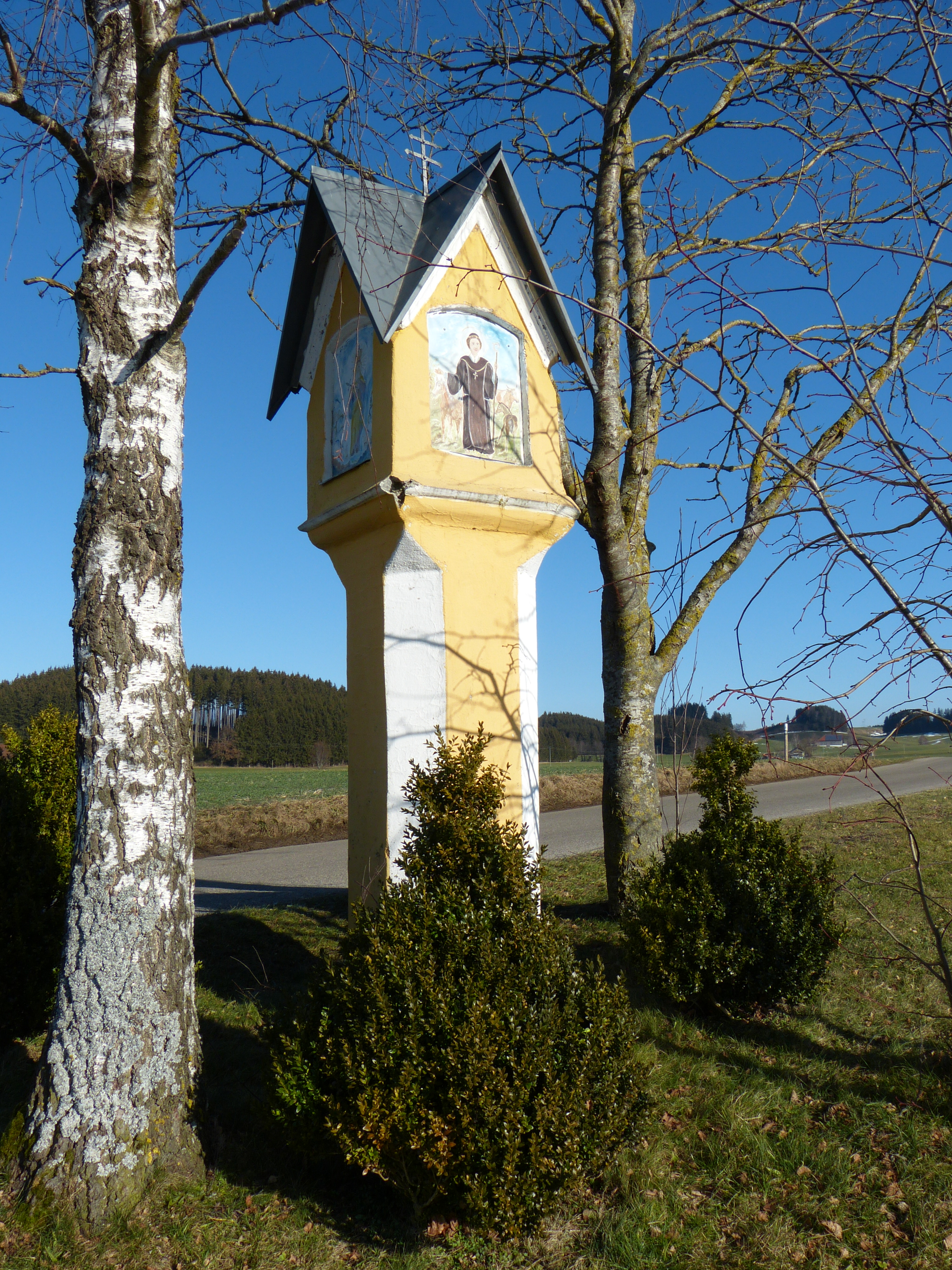
Bildstock in Oberbinnwang, Gemeinde Kronburg

Der Bildstock in Oberbinnwang, einem Ortsteil der Gemeinde Kronburg im Landkreis Unterallgäu (Bayern), wurde im 15. oder 16. Jahrhundert errichtet und steht unter Denkmalschutz. Der verputzte und aus Ziegelsteinen gemauerte Bildstock befindet sich circa 500 Meter nordwestlich von Oberbinnwang. Auf einem oktogonalen Pfeiler schließt sich ein vierseitiger Aufbau mit steilen Giebeln an. Unterhalb der Giebel sind in kleinen stichbogigen Nischen Gemälde angebracht. 

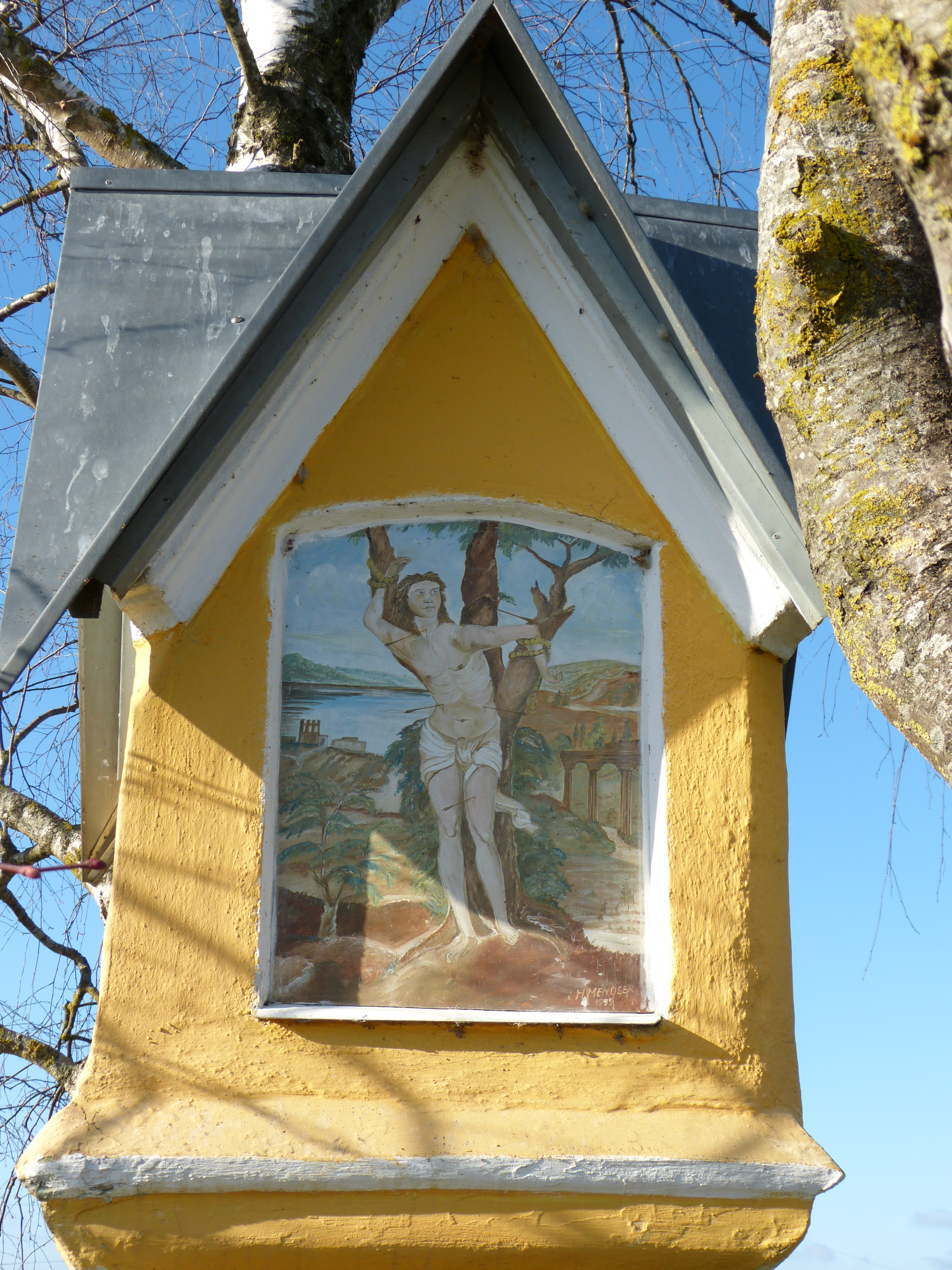
Nische mit dem Bildnis des heiligen Sebastian
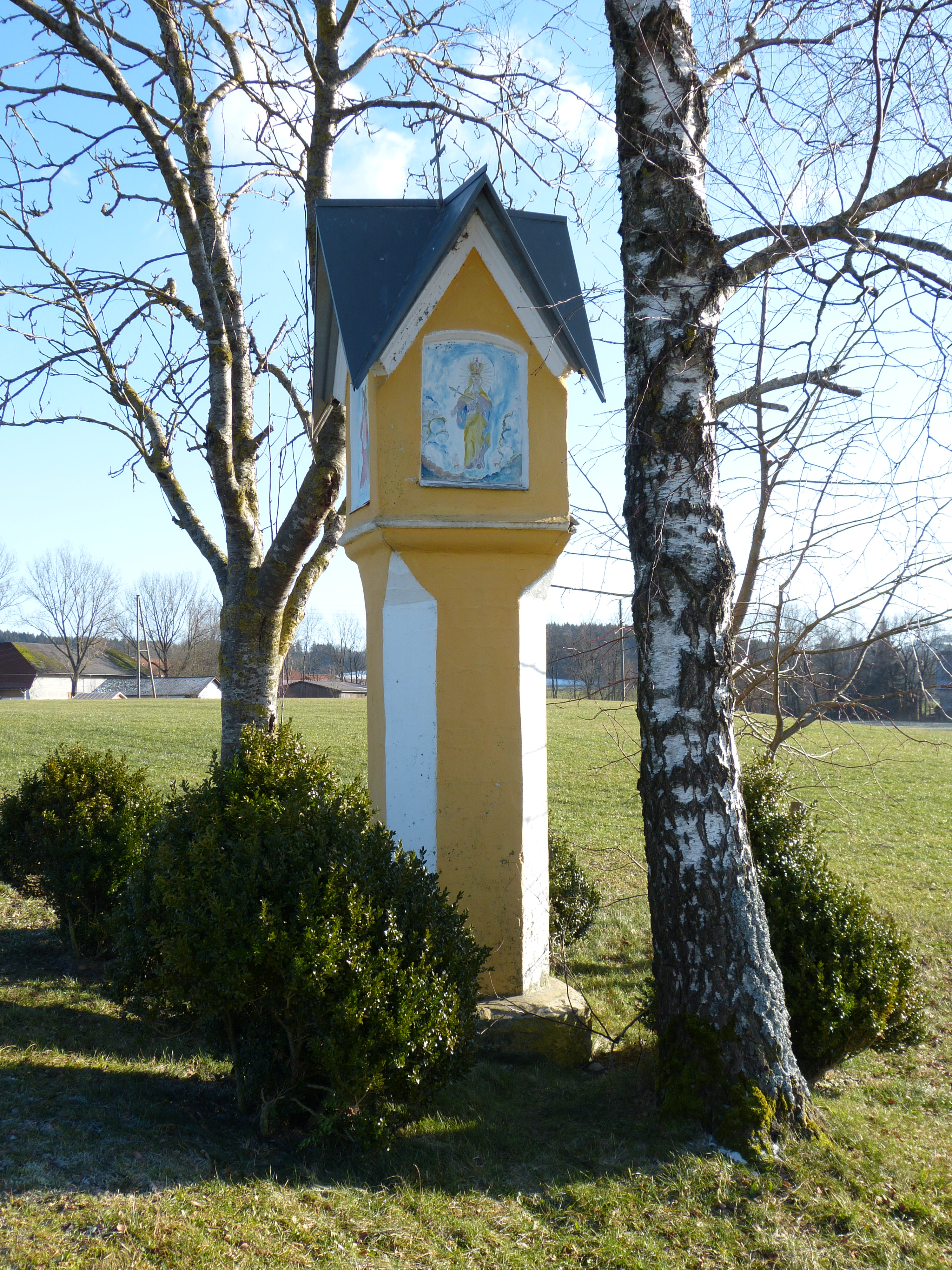
Bildstock des 15./16. Jahrhunderts